# ران برت
ران برت (انگلیسی: Ron Brett; ۴ سپتامبر ۱۹۳۷ – ۳۰ اوت ۱۹۶۲) بازیکن فوتبال اهل بریتانیا بود.
از باشگاه‌هایی که در آن بازی کرده‌است می‌توان به باشگاه فوتبال کریستال پالاس و باشگاه فوتبال وستهام یونایتد اشاره کرد.